# Žilnatina (botanika)

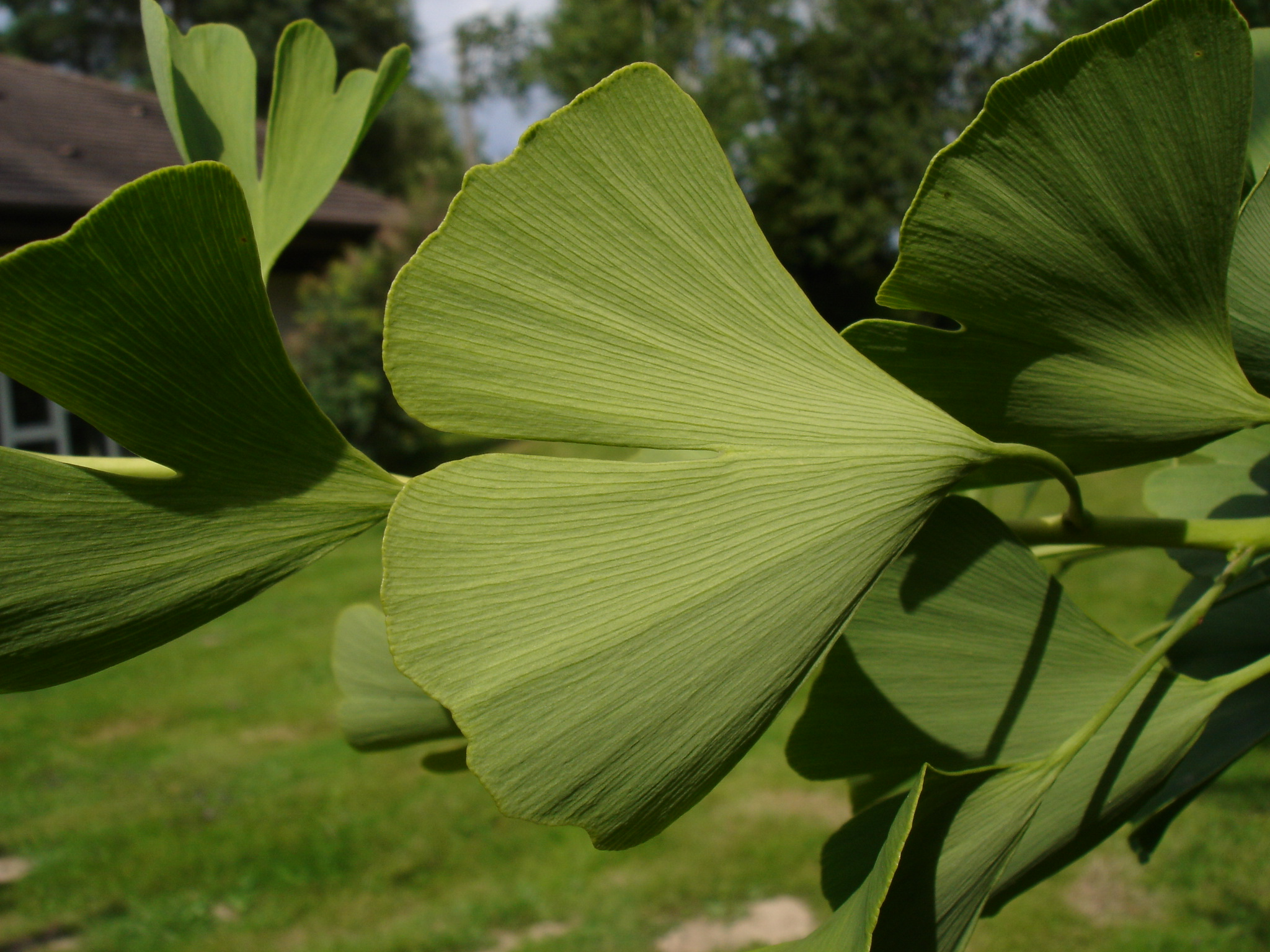
Nejpůvodnější žilnatina vidličnatá – jinan dvoulaločný

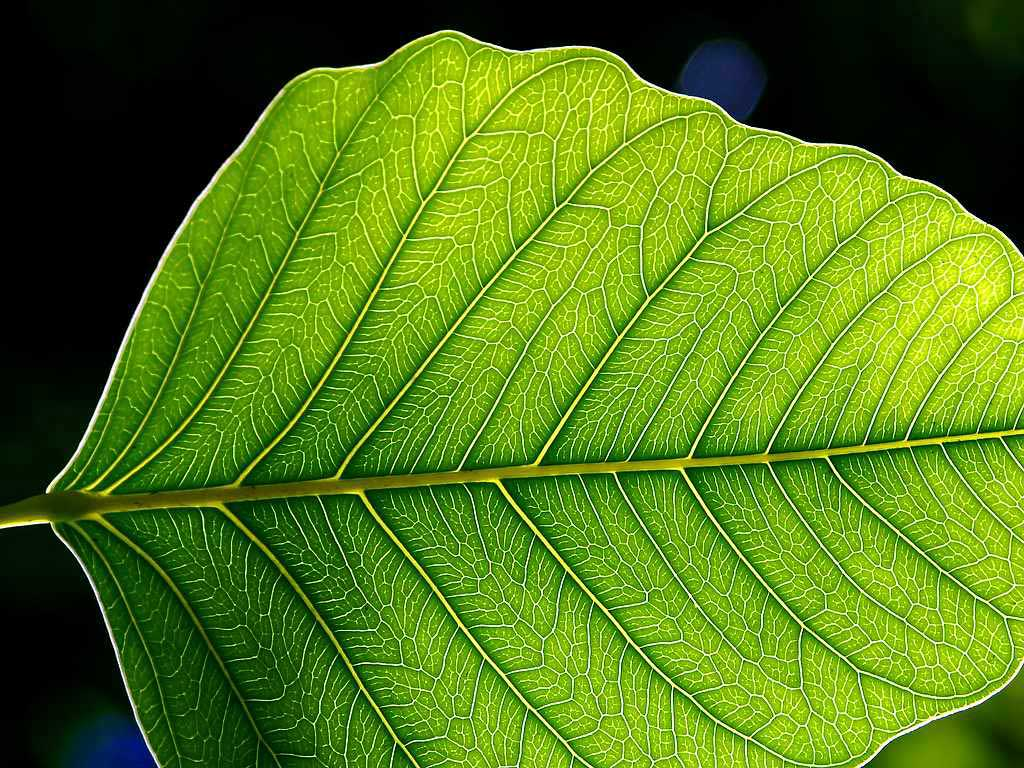
Běžná žilnatina zpeřená – u dvouděložných nejběžnější

Žilnatina (venatio), též nervatura, je systém cév (žilek) v listech rostlin navazující na řapík. Úkolem cév je přivádět živiny a mechanicky zpevňovat list; vytvářejí jeho žebroví. Cévy jsou často vyztuženy sklerenchymem. Žilnatina ovlivňuje tvar čepele a je důležitým vodítkem při rozlišování listů.

## Popis
Mnoho listů je žilnatinou prostoupeno úplně. Žilnatinou, tj. cévními svazky vodivého rostlinného pletiva, jsou živiny roznášeny mnohem rychleji než přímo mezi buňkami. Ze stonku vedou žilky do listu minerální látky a v opačném směru se odvádějí asimiláty (sacharidy). Mnohdy lze pohledem rozlišit hlavní žebro a postranní žilky různého řádu. Primární čili hlavní žilky bývají někdy propojeny komisurálními žilkami (např. u travin, Poaceae), sekundární žilky vyšší úrovně jsou propojeny anastomozními spojkami. Konečné rozvětvení v jemných žilkách je velmi zjednodušené a obsahuje často jen tracheidy, které končí slepě.
Struktura jemných žilek mezi žebry, vytvořenými primárními a sekundárními žilkami, je složena ze sítě mnohoúhelníkovitých částí velice rozličného tvaru. Vytvářejí-li žilky vyšších řádů hustou síť, hovoříme o žilnatině síťnaté.
Podle přítomnosti a nápadnosti žilek můžeme listy rozdělit na:
- bezžilné – např. drobnička (Wolffia)
- skrytožilné – např. tlusticovité (Crassulaceae)
- jednožilné – např. jehličnany (Pinopsida)
- vícežilné – většina krytosemenných (Magnoliophyta)[1][2][3]

## Rozdělení
V obecné praxi se jednotlivé druhy žilnatin rozlišují a jsou pojmenovány podle uspořádání hlavních žilek. Neexistuje typ žilnatiny, který je přesně přiřazen jednoděložným nebo dvouděložným rostlinám, existují jen typické. Rozdělují se takto:

### Nejpůvodnější
- Žilnatina vidličnatá (venatio dichotoma) – Ze středu báze čepele listu se rozbíhají žilky vějířovitě uspořádané, které se dále vidličnatě větví. Jednotlivé žilky nejsou navzájem propojeny. Je to žilnatina nejpůvodnější, vyskytuje se u některých kapradin a jinanu dvoulaločného (Ginkgo biloba).

Této žilnatině s nepropojenými žilkami říkáme žilnatina otevřená (venatio aperta), všechny ostatní jsou žilnatiny uzavřené (venatio conjucta).

### Typické pro jednoděložné
- Žilnatina rovnoběžná ( venatio parallelodroma) – je tvořena několika obdobně tlustými žilkami vedenými téměř v celé délce vedle sebe rovnoběžně od báze čepele listu až po vrchol, např. lipnicovité (Poaceae) a šáchorovité(Cyperaceae).
- Žilnatina souběžná (venatio acrodroma) – je také vytvořena několika obdobně tlustými žilkami, které se od báze čepele listu rozbíhají obloukovitě do stran a před vrcholem se opět spojují, např. prstnatec (Dactylorhiza).

### Typické pro dvouděložné
- Žilnatina zpeřená (venatio pinnata) – v ose čepele listu probíhá hlavní žilka, od které se na obě strany větví žilky primární, ty se dále větví stejným způsobem na žilky sekundární atd., nejběžnější u dvouděložných rostlin.
- Žilnatina dlanitá (venatio palmata) – z téměř jednoho místa u báze čepele listu se paprskovitě rozbíhají hlavní žilky, které se dále zpeřeně větví, např. javor (Acer).
- Žilnatina znožená (venatio pedata) – z báze čepele vybíhá jediná hlavní žilka, která má dole po každé straně jednu boční silnou žilku a ta má pouze na vnější straně opět jednu silnou žilku atd., např. čemeřice (Helleborus)[2][3][4][5]

## Evoluce
Žilnatina je z celého listu nejtrvanlivější část, mnohdy se nachází i při archeologických nálezech a pomáhá zpětně určovat fosilní rostliny. Z nálezů z geologického období spodní křídy lze určit, že nejpůvodnější listy dvouděložných rostlin byly jednoduché, celokrajné. Současně s primitivním dvouděložným typem listů byly nalezeny i drobné listy se znaky jednoděložných rostlin. Pokud skutečně příslušejí jednoděložným, byly tyto linie separovány minimálně již ve spodní křídě.

## Galerie

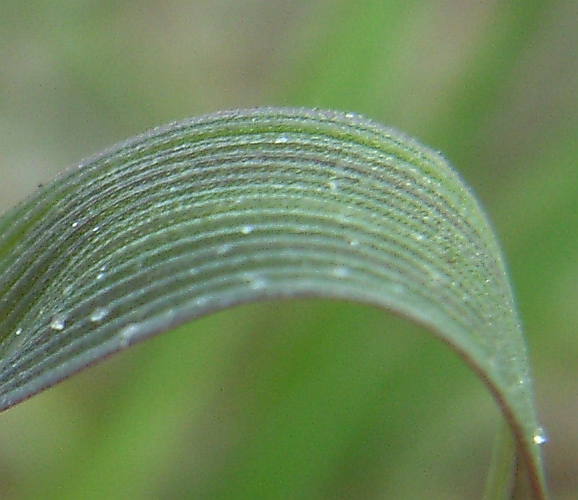
Žilnatina rovnoběžná – list psinečku
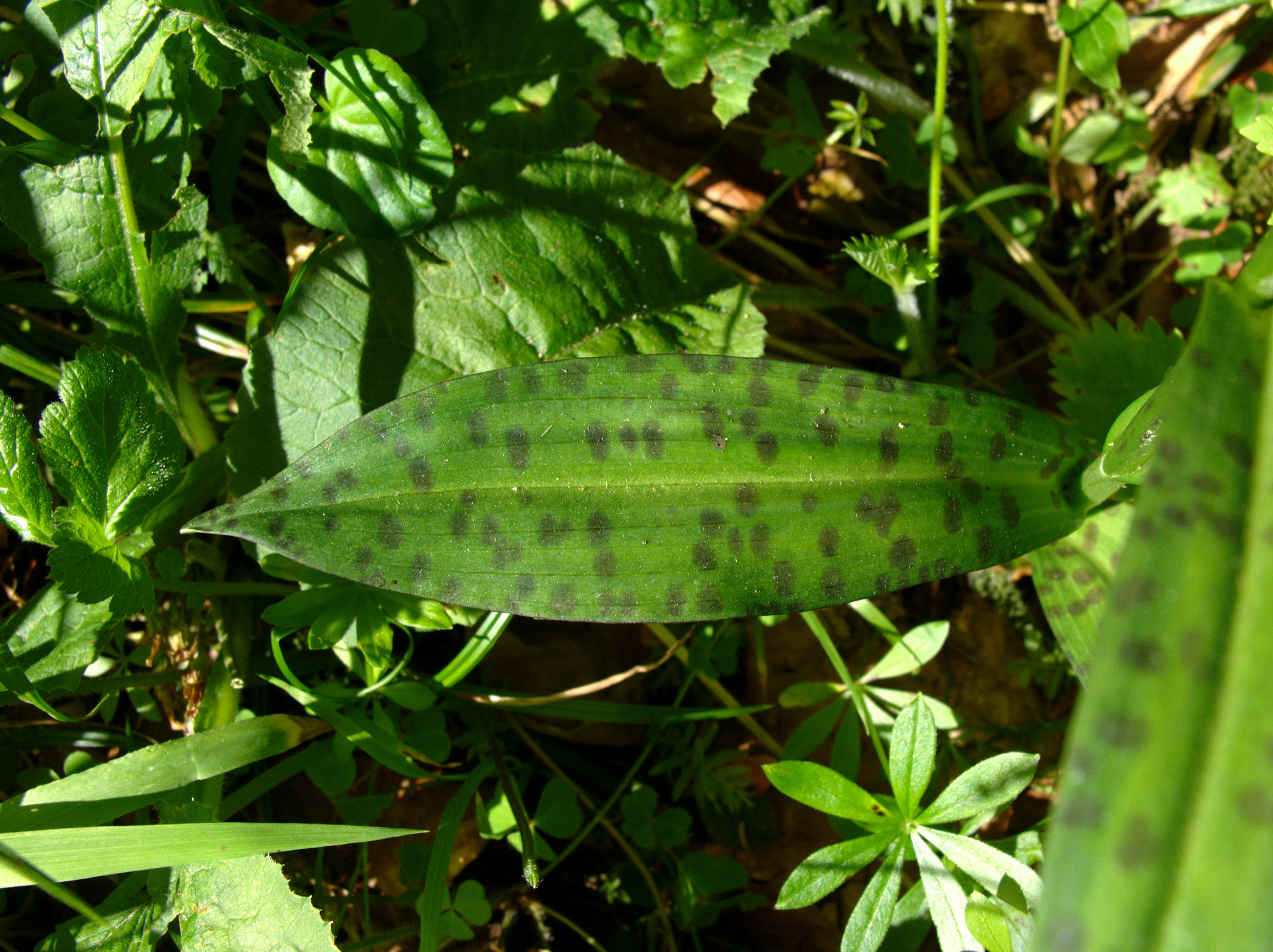
Žilnatina souběžná – prstnatec Fuchsův
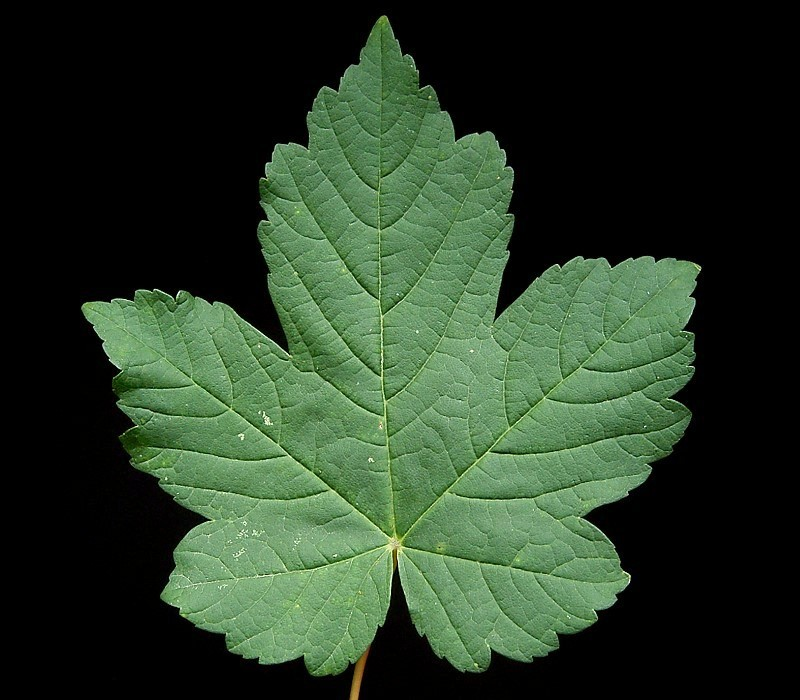
Žilnatina dlanitá – javor klen
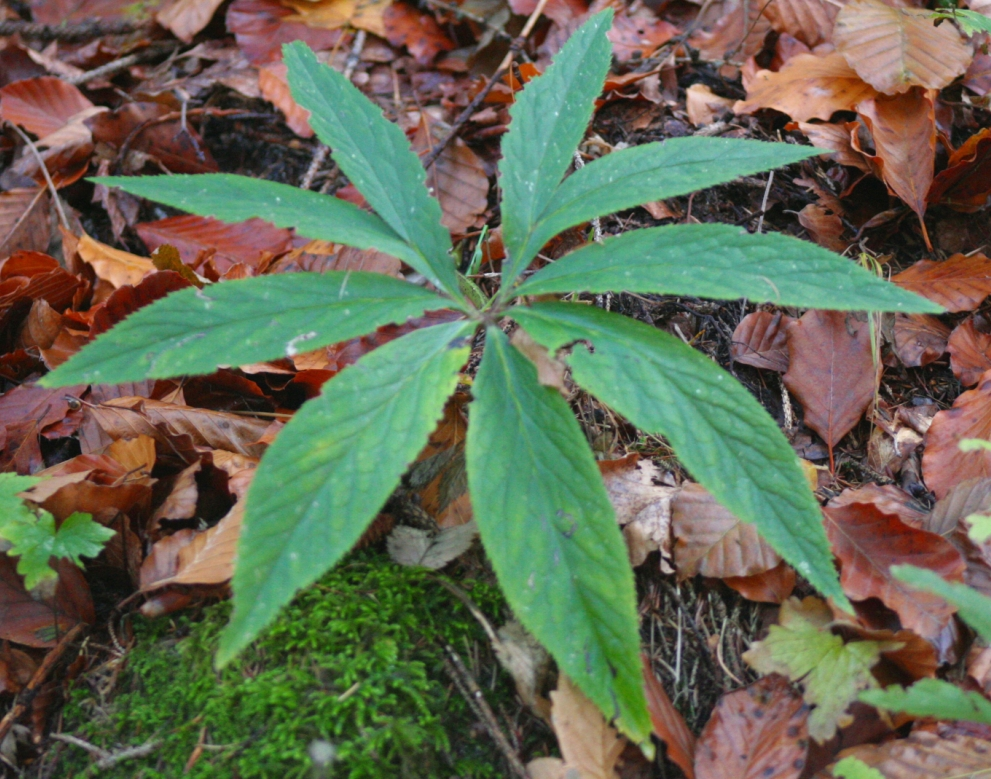
Žilnatina znožená – čemeřice zelená